# بسطاق
بسطاق روستایی در دهستان سه قلعه بخش سه قلعه شهرستان سرایان استان خراسان جنوبی ایران است. براساس لغت نامه دهخدا، بسطاق دهی است از دهستان سرایان بخش حومه شهرستان فردوس، دارای ۳۹۸ تن سکنه، محصولاتش غلات، زعفران، میوه، پنبه و ابریشم است در سال ۱۳۲۶ در این ده زلزله‌ای رخ داد و قسمتی از آن ویران شد.

## آثار تاریخی
- آب‌انبار بی‌بی حسین‌خان
- خانه کلانتر

## جمعیت
بر پایه سرشماری عمومی نفوس و مسکن در سال ۱۳۹۰ جمعیت این روستا ۷۹۰ نفر (در ۲۲۸ خانوار) بوده است.

## جغرافیا
بسطاق در فاصله ۱۳ کیلومتری سرایان قرار دارد و مردمش به گویش تونی صحبت می‌کنند.